# Europa (Earth's Cry Heaven's Smile)
"Europa (Earth's Cry Heaven's Smile)" is een nummer van de Amerikaanse band Santana. Het nummer verscheen op hun album Amigos uit 1976. Op 19 maart van dat jaar werd het nummer uitgebracht als de eerste single van het album.

## Achtergrond
"Europa (Earth's Cry Heaven's Smile)" is geschreven door gitarist Carlos Santana en toetsenist Tom Coster en geproduceerd door David Rubinson. Het stamt af van het nummer "The Mushroom Lady's Coming to Town", dat Santana schreef toen een vriend van hem onder invloed van mescaline een slechte ervaring had. Hierna deed hij enkele jaren niets met het nummer. Toen hij in Engeland op tournee ging met Earth, Wind & Fire, speelde hij het nummer weer en Coster hielp hem met de akkoorden van het nummer. Hier werd de titel veranderd in "Europa (Earth's Cry Heaven's Smile)". Het nummer maakt gebruik van de kwintencirkel op vrijwel dezelfde manier als de jazzstandard "Autumn Leaves". De coupletten eindigen om en om met een Picardische terts.
"Europa (Earth's Cry Heaven's Smile)" is in een aantal landen als single uitgebracht en bereikte de nummer 1-positie in Spanje. In Zwitserland werd het ook een grote hit met een zesde plaats als hoogste notering. In Nederland kwam het niet in de Top 40 terecht, maar in de Nationale Hitparade haalde het de 29e positie. In 1978 werd het nummer opnieuw uitgebracht, maar kwam het opnieuw niet in de Top 40 te staan; het behaalde echter wel de zeventiende plaats in de Tipparade en de 37e plaats in de Nationale Hitparade. Het nummer is een aantal malen gecoverd, waaronder door saxofonist Gato Barbieri en de Spaanse muzikant Dyango, met begeleiding van gitarist Paco de Lucía.

## Hitnoteringen

### Nationale Hitparade
| Hitnotering week 1: 24-04-1976 Hitnotering week 2 t/m 5: 02-09-1978 t/m 23-09-1978 | Hitnotering week 1: 24-04-1976 Hitnotering week 2 t/m 5: 02-09-1978 t/m 23-09-1978 | Hitnotering week 1: 24-04-1976 Hitnotering week 2 t/m 5: 02-09-1978 t/m 23-09-1978 | Hitnotering week 1: 24-04-1976 Hitnotering week 2 t/m 5: 02-09-1978 t/m 23-09-1978 | Hitnotering week 1: 24-04-1976 Hitnotering week 2 t/m 5: 02-09-1978 t/m 23-09-1978 | Hitnotering week 1: 24-04-1976 Hitnotering week 2 t/m 5: 02-09-1978 t/m 23-09-1978 | Hitnotering week 1: 24-04-1976 Hitnotering week 2 t/m 5: 02-09-1978 t/m 23-09-1978 | Hitnotering week 1: 24-04-1976 Hitnotering week 2 t/m 5: 02-09-1978 t/m 23-09-1978 |
| Week                                                                               | 1                                                                                  |                                                                                    | 2                                                                                  | 3                                                                                  | 4                                                                                  | 5                                                                                  |                                                                                    |
| ---------------------------------------------------------------------------------- | ---------------------------------------------------------------------------------- | ---------------------------------------------------------------------------------- | ---------------------------------------------------------------------------------- | ---------------------------------------------------------------------------------- | ---------------------------------------------------------------------------------- | ---------------------------------------------------------------------------------- | ---------------------------------------------------------------------------------- |
| Positie                                                                            | 29                                                                                 | uit                                                                                | 39                                                                                 | 37                                                                                 | 42                                                                                 | 46                                                                                 | uit                                                                                |

### NPO Radio 2 Top 2000
| Nummer met noteringen in de NPO Radio 2 Top 2000 | '00 | '01 | '02 | '03 | '04 | '05 | '06 | '07 | '08 | '09 | '10 | '11 | '12 | '13 | '14 | '15  | '16  | '17  | '18  | '19  | '20  | '21  | '22  | '23  | '24  |
| ------------------------------------------------ | --- | --- | --- | --- | --- | --- | --- | --- | --- | --- | --- | --- | --- | --- | --- | ---- | ---- | ---- | ---- | ---- | ---- | ---- | ---- | ---- | ---- |
| Europa (Earth's Cry Heaven's Smile)              | 976 | 522 | 738 | 904 | 952 | 817 | 922 | 841 | 836 | 799 | 802 | 995 | 926 | 936 | 865 | 1133 | 1217 | 1369 | 1486 | 1481 | 1620 | 1683 | 1825 | 1852 | 1907 |

1. ↑  Een vetgedrukt getal geeft de hoogste notering aan.
2. ↑  2000 was het eerste jaar met een notering voor dit nummer.